# Alliance citoyenne
Alliance citoyenne est une association française regroupant des personnes majoritairement issus des classes populaires et menant des interpellations contre des injustices sociales et environnementales dont elles se disent victimes. L'association a été créée à Grenoble le 4 décembre 2012 avant d'essaimer à Rennes, puis en Seine-Saint-Denis et dans l'agglomération lyonnaise. Les fondateurs de l'association se sont inspirés des méthodes d'organisation de syndicats de quartier initiées par Saul Alinsky à Chicago dans les années 1930. L'association est membre d'ACORN international et constitue une des principales formes d'importation des méthodes dite de community organizing (syndicats de citoyens) en France. 
En 2019, les actions de désobéissance civile dans les piscines de la part de femmes musulmanes membres de l'association ont été fortement médiatisées nationalement, et internationalement,. Dans la foulée, l'association a initié en 2020 le syndicat des hijabeuses suscitant un débat public sur les droits des femmes musulmanes et des critiques à l'égard de l'association. 

## Histoire

### Expérimentation puis création à Grenoble (2010-2012)
L'association ECHO (Espace des Communautés et Habitants Organisés) a été constituée en août 2010 par sept personnes (Jérôme, Hélène, David, Emmanuel, Pierre-Loïc , Solène et Adrien) pour importer en France les méthodes de community organizing et des formes de participation citoyenne porteuse d'empowerment via le recours à l'action directe non-violente. 
Solène, Adrien et David ont joué le rôle d'organisateurs des communautés d'habitants ou de tisseurs de colères rencontrant des habitants de la ville pour initier des dynamiques collectives à même d'interpeller les responsables sur de situations injustes vécues. Des groupes de femmes de ménage, de parents d'élèves ou de locataires HLM se sont constitués, prenant la forme d'un syndicat tout-terrain d'habitants des quartiers populaires. 
Après deux ans d'organisation collective, d'actions non-violentes et de petites victoires (amélioration des horaires des femmes de ménage, nouveau guichet d'accueil pour les étudiants étrangers, reconstruction de l'école des Buttes du quartier Villeneuve), ECHO a décidé d'arrêter son expérimentation. Cinq membres fondateurs sont partis et deux (Solène Compingt et Adrien Roux) ont prolongé l'aventure. 
A cette occasion et comme passage de relais, une assemblée a été organisée avec 280 personnes au Prisme à Seyssins qui a officiellement fondé l'Alliance citoyenne de l'agglomération grenobloise.

### Développement d'alliances citoyennes dans d'autres villes de France (2014-2020)
L'association a œuvré à l'essaimage avec la formation d'une équipe d'organisateurs et d'organisatrices dans d'autres villes. 

#### «Si On s'Alliait» à Rennes
Les premiers ont commencé à Rennes en créant « Si On s'Alliait » à partir de 2014[source insuffisante] à l'initiative notamment de Claire St Sernin qui avait étudié à l'IEP de Grenoble avec Adrien Roux. Les premiers groupes d'habitants organisés ont émergé et en mai 2015, par exemple, les habitants du quartier Villejean menaient une première action collective avec une exposition des moisissures devant les locaux du bailleur social Neotoa. 

#### Alliance citoyenne de Seine-Saint-Denis (2016-…)

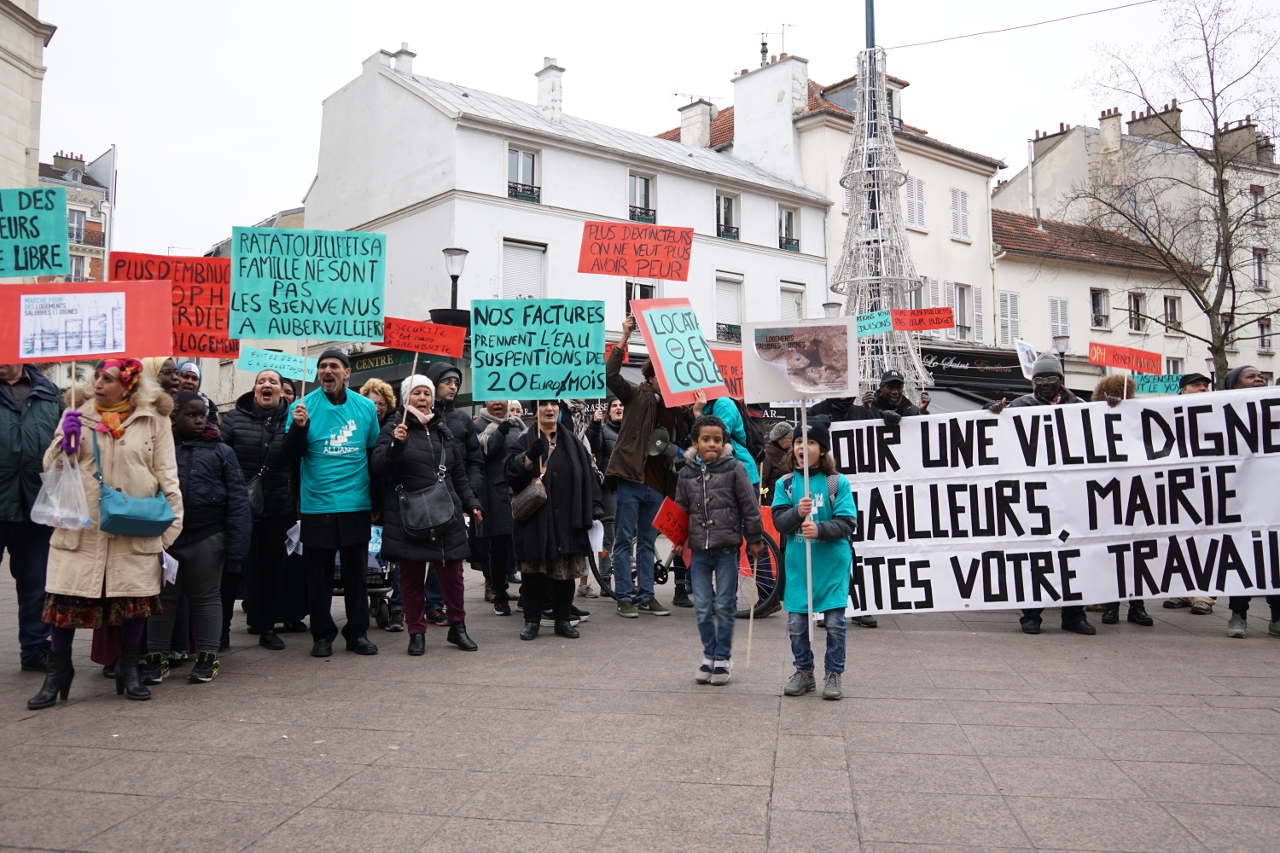
Manifestation de membres de l'association à Aubervilliers.

Une alliance citoyenne est créée à Aubervilliers en 2016 (Alliance citoyenne d'Aubervilliers) à l'initiative notamment de Simon Cottin Marx et Leïla Chaibi. Après une formation de trois mois à Grenoble entre septembre et décembre 2015, des apprentis organisateurs (Adeline de Lepinay, Elias Showk et Yves Jouffe) ont initié des syndicats de quartier à La Frette Vallès ou la Maladrerie. Les premières batailles ont été la victoire des locataires des HLM Emile Dubois pour le remboursement de charges abusives[source insuffisante] et la mobilisation du quartier La Frette Vallès contre les comportements abusifs des policiers quand les habitants sont allés mettre des PV aux voitures de police. 
Avec l'arrivée de Yoan Pinaud comme organisateur, les campagnes de l'alliance prennent une dimension nouvelle avec notamment l'interpellation des candidats députés sur les prix abusifs de l'eau dans la ville et la campagne pour la fin de la délégation de gestion à Veolia et le passage en régie publique[source insuffisante]. Cette campagne a nourri les réflexions des responsables de l'alliance sur le passage de batailles locales à des combats plus larges pour la transformation sociale[source insuffisante]. 
En décembre 2020, le lancement d'un nouveau syndicat de quartier initié à Saint-Ouen amène la transformation de l'Alliance citoyenne d'Aubervilliers en Alliance citoyenne de Seine-Saint-Denis.

#### L'expérience avortée de Gennevilliers (2016-2018)
Une nouvelle alliance citoyenne a commencé à Gennevilliers avec des mobilisations en 2016 d'habitants dans le quartier des Agnettes appuyés par le pasteur Stéphane Lavignotte. Une forte répression de la part de la municipalité communiste[réf. nécessaire] a découragé les militants et mis fin à la construction de l'alliance. Cette expérience a généré le lancement de l'Observatoire des répressions associatives qui publie en octobre 2020 le rapport Citoyenneté réprimée qui reprend l'histoire de l'Alliance de Gennevilliers parmi 100 cas de répressions[source insuffisante].

#### L'Alliance citoyenne du Grand Lyon (2019-…)
L'Alliance citoyenne est initiée dans l'agglomération lyonnaise à partir d'avril 2019 avec la construction d'un groupe local du syndicat des femmes musulmanes et la campagne pour l'accès aux piscines initiée à Grenoble. En 2020, le lancement d'un syndicat de quartier à Monod à Villeurbanne entraîne une campagne des familles locataires HLM pour des rénovations thermiques auprès du bailleur et de la mairie.

## Campagnes principales

### Organisation des jeunes et des parents pour le droit à l'éducation
Une des premières campagnes victorieuses[réf. nécessaire] a été celle des étudiants étrangers pour un meilleur accueil par l'administration et la fin des attentes interminables (2012-2013). A l'occasion d'une soirée d'accueil pour des chercheurs étrangers en présence de la ministre de l'Enseignement Supérieur, des étudiants concernés avaient organisé un « guichet d'accès au buffet » qui a provoqué une file d'attente géante et généré la colère du président de l'université. 
En 2013, les parents de l'école des Buttes dans le quartier de la Villeneuve et les élèves se sont battus pour la réouverture de leur école. Grâce à un travail d'enquête citoyenne et une action où quelques dizaines d'enfants sont venus faire classe à l'Hôtel de ville, ils ont gagné leur combat pour la reconstruction de l'école. 
En 2015, une alliance des jeunes mineurs isolés s'est organisée pour le droit à la scolarisation. Un jour, à 8h du matin, les jeunes se sont mis en rang par deux devant les bureaux de l'Inspection Académique, avec de gros cartables : « On veut étudier mais on n'a pas d'école où aller ». Ils ont finalement été reçu par l'inspection qui a accepté de réduire les délais d'attente de scolarisation liés aux tests d'orientation[réf. nécessaire].

### Actions des syndicats de quartiers
À partir de 2015 et de l'organisation en syndicats de quartier, le plus grand nombre d'action collectives et de victoires obtenues par les habitants concernent des améliorations du logement ou cadre de vie dans les quartiers populaires (ascenseurs en panne, charges d'eau trop élevées, espaces-jeux pour les enfants…). 

#### Rénovations énergétiques
Les membres de l'Alliance citoyenne ont mené plusieurs campagnes victorieuses pour les rénovations énergétiques dans les quartiers HLM, à Grenoble, Aubervilliers ou Villeurbanne. Dans le quartier Teisseire, après une assemblée ayant réuni une centaine de personnes qui ont partagé leurs galères liées aux logements mal isolés, les habitants se sont chargés de couvertures, ont mis des bonnets et sont allés occuper le hall du bailleur social en disant : « On a trop froid dans nos logements, alors on vient se réchauffer ici. »

#### Gestion publique de l'eau
Lors du lancement de l'Alliance citoyenne à Aubervilliers, les habitants membres de l'association ont mené une campagne victorieuse contre les factures d'eau trop élevées et pour la mise en place d'une régie publique avec une campagne « Accès à l'eau, un bien commun ». Après une série d'actions des habitants, Meriem Derkaoui et les élus d'Aubervilliers ont voté pour ne pas renouveler la concession de la gestion à Veolia[source insuffisante].

### Droit des minorités musulmanes
Fin 2017, des musulmanes de Grenoble et Echirolles se réunissent en marge d'une assemblée de quartier de l'Alliance pour se plaindre du fait de mauvais traitements liées à leur voile et de l'impossibilité d'accompagner leurs enfants dans les piscines du fait de l'interdiction du maillot couvrant. En 2018, elles montent au sein de l'Alliance un syndicat de femmes musulmanes pour faire changer les différentes situations d'exclusion auxquelles celles qui portent le voile sont confrontées, et commencent par une demande à la mairie de permettre l'accès aux piscines avec des maillots de bain à manche longue.
En mai 2019, des femmes lancent un groupe à Lyon-Villeurbanne, puis, en 2020, en région parisienne.
En avril 2020, un groupe de jeunes footballeuses musulmanes fondent le syndicat des « hijabeuses » au sein de l'Alliance citoyenne et demandent la fin de l'interdiction de porter un voile durant la pratique du football en compétition. 

#### Polémique sur le burkini dans les piscines de Grenoble
En juin 2018, 312 Grenobloises musulmanes signent une pétition demandant à la municipalité de Grenoble d'autoriser l'accès des femmes en maillot long de type burkini, comme c'est le cas à Rennes. Le 17 mai 2019, après huit mois de courriers sans réponses de la part d'Éric Piolle et de la ville de Grenoble, sept femmes musulmanes vont désobéir au règlement de la piscine des Dauphins et se baigner en burkini.
Après un nouveau refus de dialogue de la part du maire de Grenoble le 21 mai, les membres de l'association réitèrent leur désobéissance au règlement en allant se baigner le 23 juin dans la piscine Jean-Bron. Les condamnations sont nombreuses parmi les responsables politiques de droite et d'extrême droite qui accusent Alliance citoyenne d'être une association islamiste.
L'association du Mouvement français pour le planning familial soutient la demande des femmes musulmanes et affirme que l’interdiction du burkini est « une discrimination et une stigmatisation à l’encontre d’un groupe de personnes spécifique [et que] ce serait dans l’intérêt de toutes et tous de pouvoir porter son maillot de bain, selon ses choix, ses envies, son genre, son degré de pudeur. »
Le lundi 16 mai 2022, un vote du conseil municipal de Grenoble autorise, dans les piscines municipales, le port du burkini ainsi que celui du monokini.
Par ailleurs l'association est ciblée par une enquête du procureur de la République car soupçonnée de détenir des fichiers contenant l'origine ethnique, les convictions politiques et religieuses d'une partie de la population,.

### Droit des personnes en situation de handicap
En juin 2020, un syndicat de handi-citoyens se construit et fait campagne pour améliorer l'accessibilité à Grenoble pour les personnes en situation de handicap. Une campagne est menée contre les « pannes-prisons » d'ascenseurs qui bloquent les personnes en fauteuil roulant parfois plusieurs jours chez elles. Le syndicat des handi-citoyens demande une régie publique d'ascenseur pour pallier les lacunes des multinationales ascensoristes.

## Fonctionnement

### La construction d'une démocratie d'interpellation
L'Alliance citoyenne est citée dans le rapport Bacqué-Mechmache sur la participation citoyenne dans la politique de la ville comme un exemple de la démocratie d'interpellation. Les membres de l'association ont proposé à Marie-Hélène Bacqué l'idée d'un fonds public pour financer les campagnes d'interpellations comme on finance les campagnes électorales qui a été reprise dans le rapport. 

### La construction du pouvoir citoyen non-violent et les petites victoires
La dynamique d'organisation construit de l'empowerment en avançant sur trois niveaux de transformation : institutionnelle, collective et individuelle. Sur le dernier point, l'association s'appuie sur la tradition de pédagogie des opprimés de Paulo Freire. L'éducation politique et la conscientisation se fait par l'expérience des actions collectives puis les débriefs, l'analyse des intérêts en jeu et des enjeux politiques derrière les situations concrètes d'injustice subie[source insuffisante].

## Financement
Le lancement du projet ECHO a été financé par la Fondation Abbé Pierre, la Fondation Charles Léopold Mayer pour le progrès de l'Homme et la Fondation de France. Ensuite, en 2018, d'après les comptes de l'association, les cotisations des membres constituent 20 % des revenus, les revenus issus de l'organisme de formation 25 %, les fondations privées 40 % et les aides publiques 15 %.
L'association a reçu en 2016 et 2017 une subvention de la Open Society Foundations (fondée et financée par le milliardaire américain George Soros) pour son projet de se « transformer en une organisation nationale avec une visibilité nationale dans le cadre de campagnes anti-discrimination. » L'association a touché en 2017 et 2018 une subvention publique de la Métropole de Grenoble dans le cadre de la politique de la ville. Cette subvention a été coupée à la suite des actions des femmes musulmanes demandant le droit de se baigner dans la piscine municipale en burkini[réf. nécessaire]. 

Dans le courant du mois de mars 2021, le ministre de l'intérieur, Gérald Darmanin, écrit à la Commission européenne pour demander l'annulation de la subvention versée à l'association. Dans sa lettre, il affirme que l'objectif d'Alliance citoyenne est de « faire pression sur les pouvoirs publics pour promouvoir, au profit des musulmans, des règles compatibles avec la charia » et l'accuse de répandre « un projet politique de rupture, parfois sous couvert d'antiracisme », ajoutant que « les membres de cette association sont adeptes des théories du complot », il conclut en indiquant : 

« Ces éléments […] constituent une atteinte aux valeurs de liberté, d'égalité et de tolérance qui sont au fondement de la démocratie française, et à l'espace européen de sécurité. »

L'association répond dans un communiqué que « ces accusations sont mensongères », que le ministre de l'Intérieur « fait de l'ingérence politique dans des procédures réglementaires rigoureuses de l'UE » et dénonce un « abus de pouvoir ».